# Качин (држава)
Качин је једна од држава Мјанмара. Има 1.689.654 становника (подаци из 2014. године), а главни град је Мичина. Већински народ ове државе је Качин.